# Initiative de Genève
 (avril 2024).
Si vous disposez d'ouvrages ou d'articles de référence ou si vous connaissez des sites web de qualité traitant du thème abordé ici, merci de compléter l'article en donnant les références utiles à sa vérifiabilité et en les liant à la section « Notes et références ».
Ne doit pas être confondu avec Accords de Genève (1954), Accord de Genève (1966) ou Accords de Genève (1988).
L'initiative de Genève, ou accord de Genève, est un plan de paix alternatif établi par les anciens partenaires des négociations de Taba pour résoudre le conflit israélo-palestinien. Elle est signée le 1er décembre 2003 à Genève en Suisse. Les principaux artisans de cet accord sont l'ancien ministre israélien Yossi Beilin et l'ancien ministre palestinien Yasser Abd Rabbo, sous l'impulsion d'Alexis Keller.

## Contenu
Les accords, très détaillés, prévoient un règlement global du conflit israélo-palestinien dont :
- le partage de la souveraineté sur Jérusalem qui serait la capitale des deux États, les quartiers arabes et l'Esplanade des mosquées étant sous souveraineté palestinienne
- l'évacuation par Israël de 98 % de la Cisjordanie (dont la plupart des colonies) et la totalité de la bande de Gaza et le règlement de la question de la circulation entre Cisjordanie et Bande de Gaza.
- Concernant le droit de retour des palestiniens une indemnisation des réfugiés qui auraient le choix entre plusieurs options qui sont l'installation dans le futur État Palestinien, rester définitivement dans le pays d'accueil, aller s'installer dans un pays tiers ou le retour en Israël. Les pays tiers fixent un nombre de réfugiés autorisés à s'y installer et Israël doit prendre pour base le nombre moyen de réfugiés fixés par les pays tiers pour établir son propre nombre de réfugiés palestiniens autorisés à venir.

Il faut signaler que cet accord était compatible avec la Feuille de route.

## Signataires
Les participants aux négociations sont :
- Israéliens : Yossi Beilin, Ammon Shahak et Daniel Levy
- Palestiniens : Yasser Abd Rabbo et Ghaith al-Omari

Une lettre de soutien à l'accord est signée par 58 personnalités dont Mikhail Gorbatchev, Boutros Boutros-Ghali, Martti Ahtisaari, Jacques Delors, Mary Robinson et Sadako Ogata.

## Cérémonie
De nombreuses personnalités sont présentes à la cérémonie de signature ouverte par l'acteur Richard Dreyfuss dont Jimmy Carter, Felipe González, Mário Soares, Bernard Kouchner, Simone Veil, Lech Wałęsa, John Hume, Nelson Mandela et Micheline Calmy-Rey.
Des messages de Jacques Chirac et de Yasser Arafat sont lus durant la cérémonie.

## Avenir incertain
Le secrétaire d'État américain Colin Powell indique son intérêt pour cet accord et rencontre les auteurs de l'initiative le 5 décembre 2003.
Ariel Sharon indique qu'il n'approuve pas cet accord et qu'il l'estime dangereux pour Israël.
L'Autorité palestinienne soutient cet accord, même si, pour des raisons tactiques, Yasser Arafat et Ahmed Qoreï indiquent qu'ils n'ont pas l'intention de soutenir officiellement cette initiative.
Le Hamas et les Brigades des martyrs d'Al-Aqsa estiment que cet accord constitue une trahison de la part des négociateurs palestiniens. Car le droit au retour est considéré par les organisations palestiniennes les plus radicales comme un élément non négociable des discussions israélo-palestiniennes. Les gouvernements israéliens successifs ont toujours repoussé cette demande comme non-fondée et dangereuse car les thèses officielles israéliennes continuent de mettre en avant le départ volontaire des populations arabes de leurs habitations au sein de l'actuel Israël durant l'avancée des troupes juives en 1947-1948. De plus, ce droit au retour mettrait en péril le caractère juif de l'État hébreu tel que souhaité à sa création. Les réfugiés et leurs descendants sont plusieurs millions et vivent notamment en Jordanie, au Liban, en Syrie, en Égypte et dans les Territoires palestiniens.
Cet accord place ce renoncement au droit au retour comme contrepartie de la cession de l'Esplanade des Mosquées à Jérusalem. Toutefois, cette idée n'est pas nouvelle. Elle avait déjà été présentée par plusieurs intellectuels palestiniens lors des négociations de Camp David et de Taba.
Plus discrètes sont les voix des chrétiens qui déplorent le fait que cet accord ignore presque complètement les intérêts légitimes de cette minorité locale. De manière générale, les minorités (Arabes vivant en Israël, Arméniens ou Bédouins) ne sont pas mentionnées dans cet accord alors que la garantie de leurs droits serait souhaitable dans la mesure où ils sont particulièrement vulnérables.

### Désengagement de la Suisse
Le 25 janvier 2022, le Département fédéral des affaires étrangères annonce sa décision de se désengager progressivement de son soutien financier à l'initiative de Genève d'ici fin 2023. Sur la base d'une première évaluation externe, le financement avait passé de 1 million de francs en 2009 à 180 000 francs en 2021. Une nouvelle évaluation en 2020 a conclu que l'efficacité avait diminué en raison du manque de soutien politique en Israël comme en Palestine. Une nouvelle stratégie pour la promotion de la paix et le développement au Moyen-Orient et en Afrique du Nord prendra le relais en 2023.